# أليسون روبنسون
أليسون روبنسون (بالإنجليزية: Allyson Robinson) هي ناشِطة أمريكية، ولدت في القرن العشرين في سكرانتون في الولايات المتحدة.